# 型人狗仔隊
《SCOOP!》（日語：スクープ），是一部由東寶和朝日電視台製作的電影，2016年10月1日於日本上映。本片改編自1985年由原田真人電影《盜寫1/250秒》，由福山雅治主演。

## 登場角色

### SCOOP
- 都城靜：福山雅治（香港配音：潘文柏）

攝影師。
- 行川野火：二階堂富美（香港配音：張頌欣）

雜誌《SCOOP!》新人記者。
- 花井：中村育二（日语：中村育二）（香港配音：林國雄）

雜誌《SCOOP!》總編輯。
- 橫川定子：吉田羊（香港配音：黃玉娟）

雜誌《SCOOP!》副總編輯。（藝能與事件班）
- 馬場：瀧藤賢一（香港配音：李錦綸）

雜誌《SCOOP!》副總編輯。（寫真偶像班）
- 平原：平原テツ（日语：平原テツ）（香港配音：翟耀輝）

雜誌《SCOOP!》編輯。
- 田中：松居大悟（日语：松居大悟）（香港配音：李凱傑）

雜誌《SCOOP!》編輯。
- 澤部：今井隆文（日语：今井隆文）（香港配音：劉奕希）

雜誌《SCOOP!》編輯。
- 大久保：宇野祥平（日语：宇野祥平）（香港配音：李安邦）

雜誌《SCOOP!》編輯。
- 阿政：政修二郎（日语：政修二郎）（香港配音：馮錦堂）

雜誌《SCOOP!》編輯。
- 矢崎：矢崎まなぶ（日语：矢崎まなぶ）（香港配音：蕭徽勇）

雜誌《SCOOP!》編輯。
- 森下：森下創（日语：森下創）（香港配音：李致林）

雜誌《SCOOP!》編輯。

### 其他角色
- 柴拉源：中川雅也（香港配音：葉振聲）

情報屋。都城靜好友。
- 小田部新造：齋藤工 [1]（香港配音：梁偉德）

議員。
- 戀：石川戀

模特兒。
- 元氣：澤口獎彌（香港配音：陳灝瑋）

男性偶像團體。
- 寫真偶像：山地麻里（日语：山地麻里）
- 多賀：塚本晉也（香港配音：張錦江）

文藝誌總編輯。
- 須山：鈴之助（日语：鈴之助）（香港配音：陳耀楠）

職業棒球員。
- 上原桃：護麻奈（香港配音：鄭麗麗）

女子新聞報導員。
- ANRI：沖田杏梨

酒吧女。
- べーちゃん：阿部亮平

保鏢。
- LULU：壽るい

女性偶像
- 石渡龍：久保田悠来（香港配音：黃啟昌）

個性派演員。
- 不肖・宮嶋：宮嶋茂樹（香港配音：黃子敬）
- 明：星野明（香港配音：魏惠娥）

應召女郎。
- 連環殺手M：遊星慎太郎
- 泉理香
- 友田彩也香
- 東凜
- 卯水咲流
- 松尾薰（日语：松尾薰）
- 犬童美乃梨（日语：犬童美乃梨）
- 菜乃花
- 藤浦惠
- 真木今日子

## 幕後人員
- 導演、劇本：大根仁
- 原作：原田真人《盜寫 1/250秒》
- 製作統括：平城隆司、畠中達郎
- 共同製作：市川南、長坂信人、中川雅也
- 執行製作人：林雄一郎、原田知明
- 製作人：川北桃子、政岡保宏、市山龍次
- 音樂：川邊ヒロシ
- 主題曲：TOKYO NO.1 SOUL SET feat. 福山雅治 on guitar 「無情の海に」[2]（日本環球音樂）
- 攝影：小林元
- 照明：堀直之
- 錄音：渡邊真司
- 音響效果：北田雅也
- 美術：平井小渡
- 助理導演：二宮孝平
- 製作擔當：田邊正樹
- 編輯：大關泰幸
- 記錄：井坂尚子
- 裝飾：小林宙央
- 造型：伊賀大介
- 視覺特效：菅原悦史
- 共同製作：山内章弘、高野涉、滑川親吾
- 音樂制作：北原京子
- 宣傳制作：鎌田亮介
- 發行： 東寶
- 製作幹事：朝日電視台・Amuse
- 製作：電影《SCOOP!》製作委員會

## 得獎
- 第40屆日本電影學院獎：助演男演員（中川雅也）
- 第59屆藍絲帶獎：助演男演員（中川雅也）

## 相關產品
雜誌
《週刊SCOOP》（2016年9月30日、扶桑社）
大根仁監修，由《SPA!》編輯部製作的雜誌。

## 外部連結
- 官方网站
- 映画『SCOOP!』公式的X（前Twitter）
- SCOOP! - allcinema
- SCOOP! - KINENOTE